# Gastón Losa
Gastón Rodrigo Losa (La Plata, 20 luglio 1977) è un ex calciatore argentino, di ruolo portiere.